# Peter Gallagher
Peter Killian Gallagher (New York, 19 agosto 1955) è un attore statunitense.
È noto soprattutto per il ruolo di Sandy Cohen nella serie televisiva The O.C. e per il ruolo di William Dodds, vice capo della polizia di New York in Law & Order - Unità vittime speciali

## Biografia
Gallagher è nato a New York; sua madre, Mary Ann (nata come O'Shea) era una batteriologa e suo padre, Thomas Francis Gallagher Jr. è stato un dirigente pubblicitario. Peter è il più giovane dei loro tre figli. Suo fratello è Paul Killian Gallagher e sua sorella è Joan Killian Gallagher. Ha origine cattolica irlandese ed è cresciuto ad Armonk, New York, dove si è diplomato alla Byram Hills High School. Gallagher si è laureato alla Tufts University, dove ha studiato teatro, comparendo in spettacoli di Stephen Sondheim in Company e cantando a cappella con i Beelzebubs. È sposato dal 1983 con la produttrice Paula Harwood, da cui ha avuto due figli, James (1990) e Kathryn (1993).
Verso la fine degli anni settanta, Peter inizia l'attività di attore partecipando alla soap opera Sentieri. Negli anni seguenti Peter si dedicherà completamente al cinema partecipando a molti film di successo, tra i quali I protagonisti, Sesso, bugie e videotape, Torbide ossessioni e American Beauty, film completamente differenti tra loro, che gli permetteranno di interpretare ruoli altrettanto diversi.
L'attore, meglio conosciuto come Sandy Cohen di The O.C., oltre ad aver prestato la voce ad una puntata de I Griffin, ha doppiato The Mole King nel film per bambini Le avventure di Pollicino e Pollicina. Ha recitato anche in diversi musical a Broadway, tra cui Pal Joey, Guys and Dolls e On the Twentieth Century. Nel 2017 ottiene un ruolo ricorrente nella sitcom Grace and Frankie, distribuita da Netflix.

## Filmografia parziale

### Cinema
- Rock Machine (The Idolmaker), regia di Taylor Hackford (1980)
- Summer Lovers, regia di Randal Kleiser (1982)
- Dreamchild, regia di Gavin Millar (1985)
- My Little Girl, regia di Connie Kaiserman (1986)
- High Spirits - Fantasmi da legare (High Spirits), regia di Neil Jordan (1988)
- Sesso, bugie e videotape (Sex, Lies, and Videotape), regia di Steven Soderbergh (1989)
- Zia Giulia e la telenovela (Tune in Tomorrow...), regia di Jon Amiel (1990)
- I protagonisti (The Player), regia di Robert Altman (1992)
- Bob Roberts, regia di Tim Robbins (1992)
- America oggi (Short Cuts), regia di Robert Altman (1993)
- Malice - Il sospetto (Malice), regia di Harold Becker (1993)
- La notte della verità (Mother's Boys), regia di Yves Simoneau (1993)
- Mister Hula Hoop (The Hudsucker Proxy), regia di Joel e Ethan Coen (1994)
- Mrs. Parker e il circolo vizioso (Mrs. Parker and the Vicious Circle), regia di Alan Rudolph (1994)
- Torbide ossessioni (Underneath), regia di Steven Soderbergh (1995)
- Un amore tutto suo (While You Were Sleeping), regia di Jon Turteltaub (1995)
- Difesa ad oltranza - Last Dance (Last Dance), regia di Bruce Beresford (1996)
- A Gillian, per il suo compleanno (To Gillian on Her 37th Birthday), regia di Michael Pressman (1996)
- L'uomo che sapeva troppo poco (The Man Who Knew Too Little), regia di Jon Amiel (1997)
- Primo piano sull'assassino (Johnny Skidmarks), regia di John Raffo (1998)
- American Beauty, regia di Sam Mendes (1999)
- Il mistero della casa sulla collina (House on Haunted Hill), regia di William Malone (1999)
- Il ritmo del successo (Center Stage), regia di Nicholas Hytner (2000)
- Fashion Crimes (Perfume), regia di Michael Rymer e Hunter Carson (2001)
- Mr. Deeds, regia di Steven Brill (2002)
- Contratto d'amore (How to Deal), regia di Clare Kilner (2003) - cameo non accreditato
- Center Stage: Turn It Up, regia di Steven Jacobson (2008)
- Adam, regia di Max Mayer (2009)
- The War Boys, regia di Ron Daniels (2009)
- Conviction, regia di Tony Goldwyn (2010)
- Burlesque, regia di Steve Antin (2010)
- Un giorno questo dolore ti sarà utile, regia di Roberto Faenza (2011)
- Step Up Revolution, regia di Scott Speer (2012)
- Hello, My Name Is Doris, regia di Michael Showalter (2015)
- Bad Moms 2 - Mamme molto più cattive (A Bad Moms Christmas), regia di Jon Lucas e Scott Moore (2017)
- After, regia di Jenny Gage (2019)
- Palm Springs - Vivi come se non ci fosse un domani (Palm Springs), regia di Max Barbakow (2020)
- Humane, regia di Caitlin Cronenberg (2024)

### Televisione
- Lungo viaggio verso la notte - film TV (1987)
- The Caine Mutiny Court-Martial, regia di Robert Altman – film TV (1988)
- Titanic, regia di Robert Lieberman - miniserie TV (1996)
- Homicide (Homicide: Life on the Street) - serie TV, 1 episodio (1997)
- Il mondo nuovo (Brave new world) - film TV (1998)
- L'ultimo dibattito (The Last Debate), regia di John Badham (2000)
- Double Bill - film TV (2003)
- The O.C. - serie TV, 92 episodi (2003-2007)
- Shark - Giustizia a tutti i costi (Shark) – serie TV, 1 episodio (2008)
- Californication – serie TV, 8 episodi (2009)
- Rescue Me - serie TV, 5 episodi (2010)
- How I Met Your Mother – serie TV, episodio 8X11 (2012)
- Covert Affairs – serie TV, 72 episodi (2010-2014)
- Law & Order - Unità vittime speciali (Law & Order: Special Victims Unit) – serie TV, 19 episodi (2014-2019)
- Center Stage: On Pointe, regia di Director X. - film TV (2016)
- The Good Wife - serie TV, 3 episodi (2015)
- New Girl - serie TV, 4 episodi (2016)
- Grace and Frankie - serie TV, 17 episodi (2017-2020)
- Lo straordinario mondo di Zoey (Zoey's Extraordinary Playlist) - serie TV (2020-2021)
- Grey's Anatomy - serie TV (2021-2022)

## Teatro (parziale)
- Hair, libretto di James Rado e Gerome Ragni, colonna sonora di Galt MacDermot, regia di Tom O'Horgan. Biltmore Theatre di Broadway (1977)
- Grease, libretto e colonna sonora di Jim Jacobs e Warren Casey, regia di Tom Moore. Royale Theatre di Broadway (1978)
- Romeo e Giulietta di William Shakespeare, regia di Barry Davies. Long Wharf Theatre di New Haven (1981)
- Another Country di Julian Mitchell, regia di John Tillinger. Long Wharf Theatre di New Haven (1983)
- La cosa vera di Tom Stoppard, regia di Mike Nichols. Plymouth Theatre di Broadway (1983)
- Lungo viaggio verso la notte di Eugene O'Neill, regia di Jonathan Miller. Broadhurst Theatre di Broadway (1986)
- Guys and Dolls, libretto di Abe Burrows e Jo Swerling, colonna sonora di Frank Loesser, regia di Jerry Zaks. Martin Beck Theatre di Broadway (1992)
- Pal Joey, libretto di Lorenz Hart e John O'Hara, colonna sonora di Richard Rodgers, regia di Lonny Price. New York City Center di New York (1995)
- Rumori fuori scena di Michael Frayn, regia di Jeremy Sams. Brooks Atkinson Theatre di Broadway (2002)
- On the Twentieth Century, libretto di Adolph Green e Betty Comden, colonna sonora di Cy Coleman, regia di Scott Ellis. American Airlines Theatre di Broadway (2015)

## Doppiatori italiani
Nelle versioni in italiano delle opere in cui ha recitato, Peter Gallagher è stato doppiato da:
- Francesco Prando in Sesso, bugie e videotape, Morte per passione, Una prova difficile, Primo piano sull'assassino, Law & Order - Unità vittime speciali, Grace and Frankie, The Gifted, Lo straordinario mondo di Zoey, Palm Springs - Vivi come se non ci fosse un domani
- Luca Ward in America oggi, The O.C., La notte della verità, Rescue Me, Burlesque, Un giorno questo dolore ti sarà utile, Hello, My Name Is Doris, Reboot
- Sandro Acerbo in Zia Julia e la telenovela, Fallen Angels, Milena, A Gillian, per il suo compleanno, Il ritmo del successo, Center Stage: Turn It Up, Center Stage 3
- Massimo Rossi in Summer Lovers, La vita segreta degli uomini, Cupido e Cate, Doppio Bill, Togetherness
- Saverio Indrio in Shark - Giustizia a tutti i costi, Step Up 4 Revolution 3D, The Good Wife
- Roberto Chevalier in Homicide, L'uomo che sapeva troppo poco
- Massimo Wertmüller in Torbide ossessioni, American Beauty
- Maurizio Romano in Titanic, L'ultimo dibattito
- Massimo De Ambrosis in Un amore tutto suo, After
- Oreste Baldini in Malice - Il sospetto, Grey's Anatomy
- Fabrizio Pucci ne Il potere dell'odio
- Gianluca Tusco in Difesa ad oltranza - Last Dance
- Enrico Di Troia ne Il mistero della casa sulla collina
- Tonino Accolla ne I protagonisti
- Sergio Lucchetti in Bob Roberts
- Antonio Sanna in Mr. Deeds
- Raffaele Farina in Adam
- Mauro Gravina in High Spirits - Fantasmi da legare
- Mario Zucca in How I Met Your Mother
- Marco Mete in Californication
- Stefano Benassi in Covert Affairs
- Andrea Beltramo in New Girl
- Roberto Stocchi in Bad Moms 2 - Mamme molto più cattive
- Mario Cordova in Humane